# Разузнавателна служба
Разузнавателна служба е специална държавна служба, отговаряща за събирането, анализа и използването на информация в интерес на правоприлагането, националната сигурност, военното дело и външната политика.
Обикновено службите са специализирани според изпълняваните задачи и ведомствената подчиненост: за вътрешно (антитерористично, контраразузнаване и др.) и за външно (задгранично: общо/политическо, военно) разузнаване. Например в България основните служби днес са Държавна агенция „Национална сигурност“ (за вътрешно) и Държавна агенция „Разузнаване“ (за външно разузнаване).
Методите за събиране на информация са открити и скрити, като могат да включват: агентурно разузнаване (шпионаж), криптоанализ, радиоелектронно засичане и подслушване, преглед на публични източници. Извършва се обикновено самостоятелно, често в сътрудничество с други институции. Събирането, анализирането и доставяне на тази информация представлява разузнаване.
Източниците и методите на разузнавателните служби се охраняват строго, тъй като показват начини за събиране и анализ на информация, които биха могли да дадат възможност на врага да прецени възможностите им.
Разузнавателните служби могат да предоставят следните услуги на националните си правителства:
- ранно предупреждение за предстояща криза;
- разпознаване на намеренията на настоящите или потенциалните опоненти;
- информиране на националната отбрана за планиране и военни операции;
- разкриване на скрити действия за влияние върху събития от национален интерес;
- защита срещу други национални разузнавателни служби (контраразузнаване);
- защита на чувствителната информация и източниците ѝ.

Съществува разграничение между разузнаването на сигурността и външното разузнаване. Разузнаването на сигурността се отнася за вътрешни заплахи (тероризъм, шпионаж), докато външното разузнаване включва събирането на информация относно политическите или икономическите дейности на други държави.
Някои такива служби, освен с разузнаване (пасивно по същността си), провеждат в интерес на своите държави активни мероприятия: дезинформация и пропаганда, убийства, нелегален трафик на оръжия, намеса в чужди държави (преврати, бунтове, корупция).